# Herb Tolkmicka
Herb Tolkmicka – jeden z symboli miasta Tolkmicko i gminy Tolkmicko w postaci herbu.

## Wygląd i symbolika
Herb przedstawia na złotym polu trzy zielone liście dębu z trzema korzeniami, powyżej czarny krzyż zakonny.
Kolory w herbie symbolizują: czerń – rozwaga, mądrość, stałość; zieleń – miłość, radość, obfitość; złoto-żółty – wiara, stałość, mądrość, chwała.

## Historia
W 1356 herbem miasta był dąb zielony w złotym polu (bez krzyża). Badacze nie są zgodni, czy w pierwotnym herbie były liście dębu czy liście róży lub rośliny wodnej. W latach 1466–1772 Tolkmicko nie miało żadnego herbu.